# Unteres Schloss (Bibra)

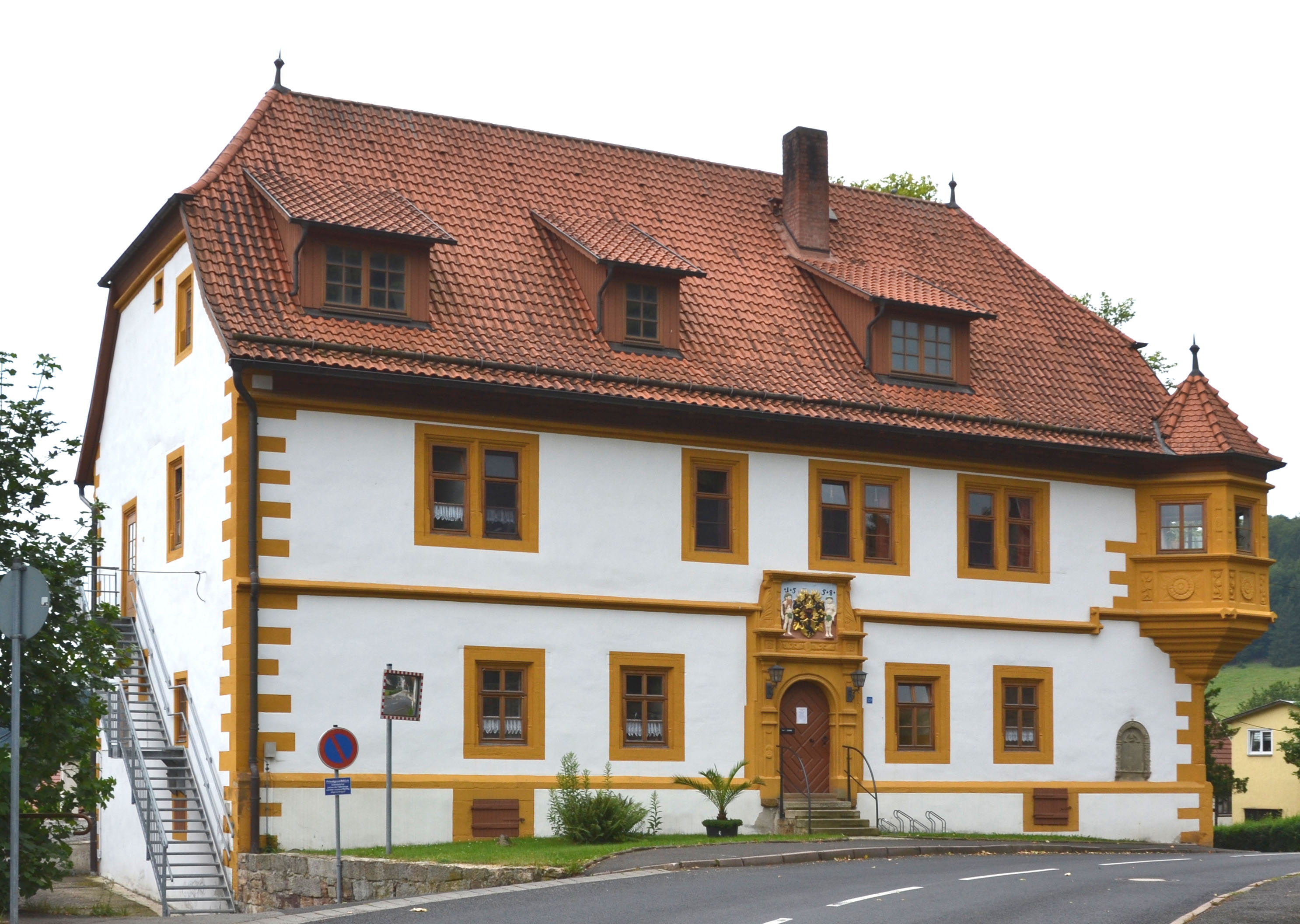
Unteres Schloss

Das Untere Schloss steht im Ortsteil Bibra  in der Gemeinde Grabfeld im Landkreis Schmalkalden-Meiningen in Thüringen.

## Geschichte
Das Untere Schloss wird auch Neues Schloss genannt. Es wurde 1525 im Bauernkrieg zerstört und 1558 erfolgte der Wiederaufbau. Deshalb „Neues Schloss“.

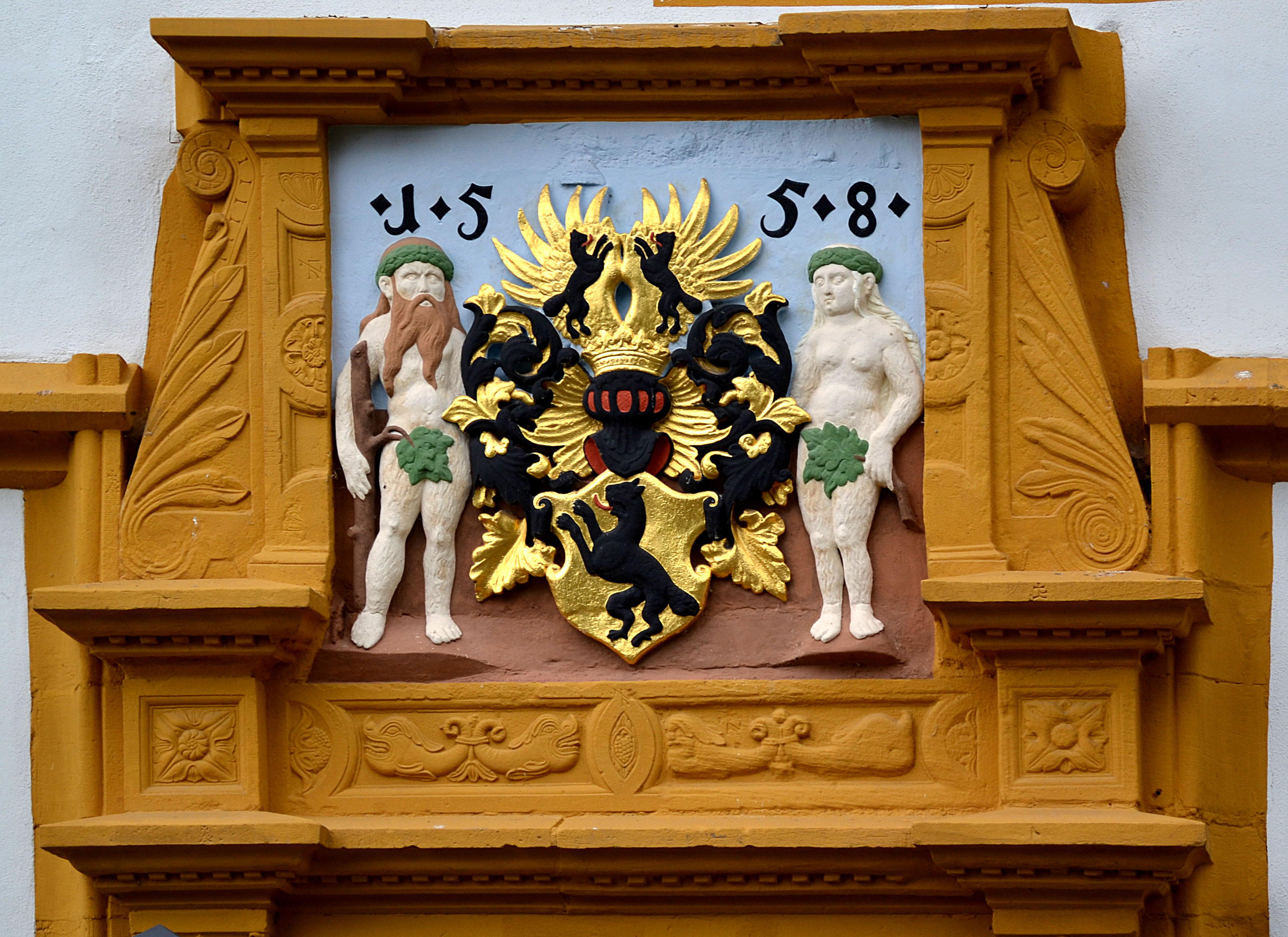
Georg Lilie 1905
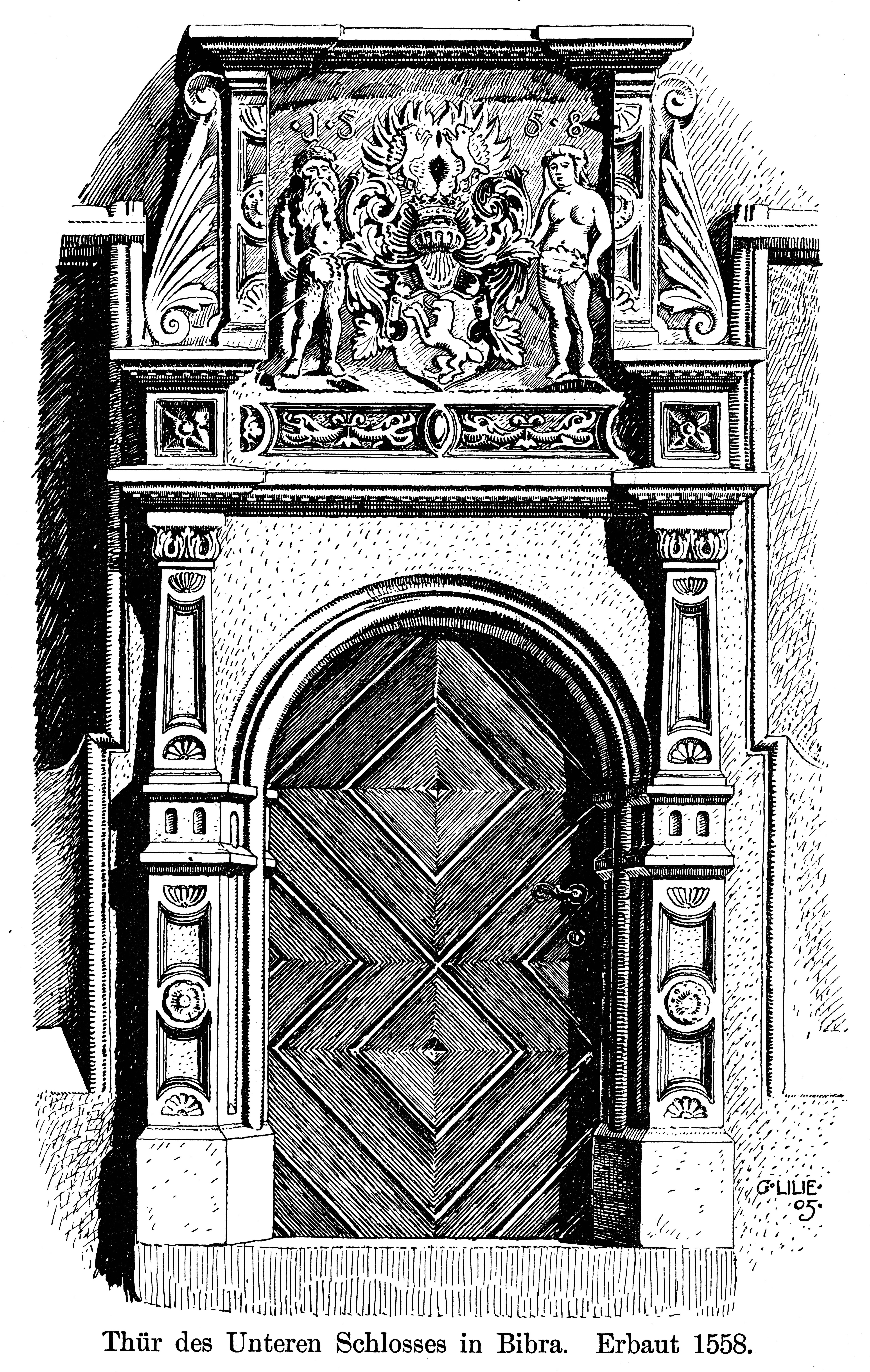
Georg Lilie 1905
Georg Lilie 1905
Georg Lilie 1905
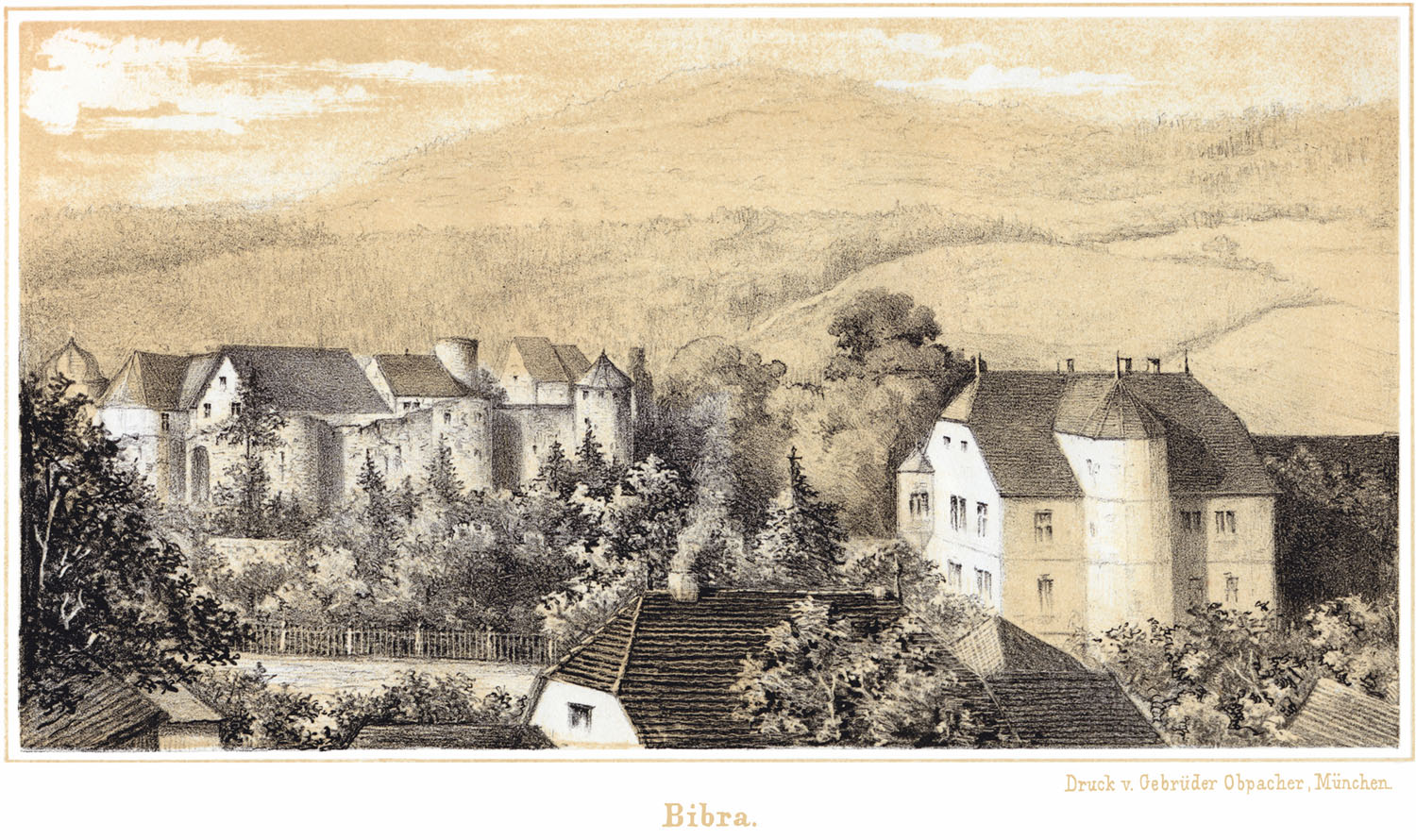
Unteres Schloss und Burg Bibra
Unteres Schloss 1860, nach A. von Bibra